# Bataille de Tel Asqaf
Seconde guerre civile irakienne
La bataille de Tel Asqaf a lieu le 3 mai 2016 lors de la seconde guerre civile irakienne. Une offensive est menée par l'État islamique sur les villages de Tel Asqaf et Baqofah, au nord et à l'est de Mossoul mais elle est repoussée par les peshmergas soutenus par la coalition.

## Déroulement
Le matin du 3 mai 2016, les djihadistes de l'État islamique mènent une attaque sur les villages de Tel Asqaf et Baqofah, à une vingtaine de kilomètres au nord de Mossoul, défendus par les peshmergas et les Unités de protection de la plaine de Ninive (NPU), une milice chrétienne,. L'offensive est baptisée « opération Abou Ali al-Anbari », en hommage à un chef de l'EI tué en mars. Les assaillants mènent plusieurs attaques suicides avec des VBIED, puis engagent des dizaines de véhicules dont des Humvee, des blindés artisanaux, des bulldozers et percent les lignes des peshmergas,,. Surpris, les Kurdes battent en retraite rapidement et abandonnent le village de Tel Asqaf aux djihadistes,,. Le village est vide de toute population civile, abandonné par ses habitants, majoritairement chrétiens, depuis 2014. Les hommes de l'EI détruisent également un petit sanctuaire yézidi.
Mais les Américains interviennent rapidement et engagent onze avions F/A-18 Hornet, F-15 et B-52, des hélicoptères CH-47 Chinook, UH-60 Black Hawk et AH-64 Apache et deux drones qui pilonnent les positions djihadistes,. Les peshmergas se rallient, rassemblent plusieurs centaines d'hommes, contre-attaquent et reprennent le village.

## Les pertes
Selon Historicoblog, l'État islamique a engagé plus de 300 hommes dans l'offensive et en a perdu environ 150, ainsi qu'au moins 25 véhicules. Les Kurdes ont 10 morts, les hommes de la NPU 3 blessés et un soldat américain des Navy Seals, Charles Keating, est tué par un « tir direct » alors que les Seals venaient en aide à une dizaine de conseillers américains,. Plusieurs hélicoptères Black Hawk sont également touchés par balles. Selon Steve Warren, porte-parole de la coalition, au moins 125 djihadistes ont participé à l'assaut sur Tel Asqaf et 58 sont morts, 20 véhicules, deux camions-bombes et un bulldozer ont été détruits par 31 frappes aériennes.